# Lotofácil

Lotofácil logo

La Lotofácil es un juego de lotería brasileño creado en el año 2003 por Caixa Econômica Federal. Como su nombre indica, se trata de un juego fácil de entender y jugar, que se ha convertido en uno de los más populares en Brasil. El juego consiste en elegir 15 números entre un total de 25, y si se aciertan los 15 números elegidos, se gana el premio máximo.

## Historia
La Lotofácil estaba programada para ser lanzada en abril de 2003 por Caixa Econômica Federal (CEF), según el entonces columnista del Jornal do Brasil, Ricardo Boechat, quien mencionó la posible fecha de lanzamiento el día 7. Sin embargo, al mes siguiente, Boechat informó que el lanzamiento de la Lotofácil estaba siendo obstaculizado por un "poderoso lobby de asociaciones de loterías", debido al lento progreso de la propuesta en el Congreso Nacional de Brasil. La Cámara de Diputados de Brasil impidió la asignación de los fondos recaudados de las apuestas, en relación con una revisión de la Medida Provisional 108, lo cual evitó que los ingresos se destinaran al programa Fome Zero. El diputado Sebastião Madeira, encargado de los principales cambios en la medida provisional que creó el programa, declaró: "Es moralmente indefendible crear una apuesta que le quite dinero a los pobres, bajo el pretexto de recaudar fondos para el programa Fome Zero."
Finalmente, la Lotofácil comenzó a venderse el 22 de septiembre de 2003 en todos los puntos de venta de lotería de Brasil. El primer sorteo se llevó a cabo el 29 de septiembre. En tan solo cinco días, se recaudaron 1,2 millones de reales en apuestas. Durante los primeros siete concursos, se asignaron 16,4 millones de reales a los programas sociales del gobierno. En marzo de 2004, la Lotofácil se convirtió en la segunda fuente de ingresos más importante para CEF, después de la Mega-Sena y por delante de la Quina. A partir del 19 de octubre de 2006, la Lotofácil se convirtió en una lotería quincenal, con sorteos los lunes y jueves. Esto fue posible gracias a los avances tecnológicos en las loterías. En la semana siguiente al cambio, la lotería recaudó 23,2 millones de reales, un 38% más que el promedio semanal. En noviembre, Lotofácil representó el 21% de las recaudaciones de la lotería, quedando detrás de la Mega-Sena.
El 9 de septiembre de 2009, el precio de la apuesta mínima aumentó de 1 real a 1,25, siendo el primer ajuste desde su lanzamiento. En enero de 2012, CEF anunció varios cambios en Lotofácil. A partir del día 7 del mes siguiente, los sorteos se realizarían tres veces por semana: los lunes, miércoles y viernes. También se anunció la creación de un concurso especial llamado Lotofácil da Independência, y se permitieron apuestas del tipo "Teimosinha". El 1 de octubre de ese año, se lanzó Bolão Caixa para varias loterías de CEF, incluyendo la Lotofácil. El 10 de mayo de 2014, el precio de la apuesta aumentó a 1,5 real y el 23 de mayo del año siguiente subió a 2 reales.
El 31 de octubre de 2019, el Gobierno Federal autorizó a CEF a aumentar el monto de la apuesta mínima a 2,5 reales. En agosto de 2020, se realizaron varios cambios en la lotería. El número de sorteos se incrementó y ahora se llevan a cabo diariamente, de lunes a sábado. Los juegos que terminan en cero cuentan con un fondo de premios, con el 10% de los recursos de Lotofácil destinados a la formación de este fondo. Se amplió la posibilidad de seleccionar 20 docenas, en comparación con las 18 docenas máximas anteriores, y se extendió la opción de "Teimosinha" hasta 24 concursos. Por último, Bolão Caixa ahora permite hasta cien partes por cada apuesta grupal.

## Cómo jugar
Para jugar a la Lotofácil, los jugadores deben elegir 15 números entre un total de 25. El costo del boleto varía dependiendo del número de números elegidos. El premio máximo se paga a aquellos que acierten los 15 números elegidos, pero también hay premios menores para aquellos que acierten 11, 12, 13 o 14 números.
El sorteo de la Lotofácil se realiza tres veces por semana: los lunes, miércoles y viernes. Los resultados se publican en línea y en varios medios de comunicación de Brasil.

## Premios
El premio máximo de la Lotofácil se paga a aquellos que acierten los 15 números elegidos. El monto del premio varía dependiendo del número de boletos vendidos y del número de ganadores del premio máximo. En promedio, el premio máximo de la Lotofácil oscila entre R$ 1 millón y R$ 2,5 millones (entre 150.000 y 375.000 dólares estadounidenses).
Además del premio máximo, hay premios menores para aquellos que acierten 11, 12, 13 o 14 números. El monto de estos premios también varía dependiendo del número de boletos vendidos y del número de ganadores.